# KIO
KIO（KDE Input/Output）は、KDEアーキテクチャの一部である。ファイル、ウェブサイトその他のリソースへのアクセスを、単一の一貫したAPIを通して提供する。Konqueror などのアプリケーションは KIO を用いており、遠隔のサーバにあるファイルをローカルなファイルと同じ方法で操作できる。これにより、Konqueror のようなファイルブラウザは、非常に多才で強力なファイルマネージャ兼ウェブブラウザとなる。
KIO slaves と呼ばれるプログラム群は、個々のプロトコルを提供する（例えば、HTTP、FTP、SMB、SSH、FISH、SVN、Tarなど）。
KInfoCenter のプロトコルに関するページに、そのマシンで利用可能なプロトコルのリストがある。